# Sismo do Nepal de 2015
Sismo do Nepal de 2015 foi um sismo de magnitude 7,8 na escala de Richter, ocorrido em 25 de abril de 2015, que resultou em milhares de feridos e mortos no Nepal, Índia, Bangladesh, Paquistão e China. O mais atingido foi o Nepal, sendo este o mais violento terremoto a atingir o país em 81 anos. O governo nepalês declarou estado de emergência e mais de 4,6 milhões de pessoas foram afetadas pela tragédia.
A duração do tremor variou entre 30 segundos e 2 minutos e ele foi sentido também na Índia, Bangladesh e no Tibet (China), além de ter provocado uma avalancha no Monte Everest, onde causou a morte de dezoito alpinistas.
Um segundo grande terremoto ocorreu em 12 de maio de 2015, com uma magnitude de momento de 7,3. Mw. O epicentro foi perto da fronteira com a China, entre a capital Catmandu e o Monte Everest. Mais de 65 pessoas foram mortas e mais de 1.200 ficaram feridas por conta deste tremor. 

## Impacto
O abalo sísmico desencadeou uma avalancha no Monte Everest, matando pelo menos dezessete pessoas no Campo Base do Everest. Uma equipe de montanhistas do Exército da Índia teria conseguido recuperar dezoito corpos. Dan Fredinburg, um engenheiro e executivo da Google que escalava com outros três funcionários da empresa e documentava a caminhada em redes sociais, estava entre as vítimas. Estima-se que entre 700 e mais de mil pessoas estavam na montanha no momento do tremor, com pelo menos 61 feridos e um número desconhecido de desaparecidos em acampamentos em maiores altitudes. O epicentro do sismo foi a aproximadamente 220 km a oeste do Everest.
Edifícios considerados Patrimônio Mundial pela UNESCO localizados na Praça Darbar, em Catmandu, como a torre Dharahara, construída em 1832, entraram em colapso, matando ao menos 180 pessoas. O lado norte do templo hindu Janaki Mandir também foi danificado e vários templos foram completamente destruídos pelo terremoto. Alguns outros monumentos, como o Templo Kumari e o Taleju Bhawani, entre outros, desabaram parcialmente. O topo do Bageshwori Temple Jay em Gaushala e algumas partes dos templos de Pashupatinath, Swayambhunath e Boudhanath também foram destruídas. Entre 25 de abril, dia do primeiro sismo, e o dia 28, foram registradas 96 réplicas, sendo duas de intensidade superior a seis graus.

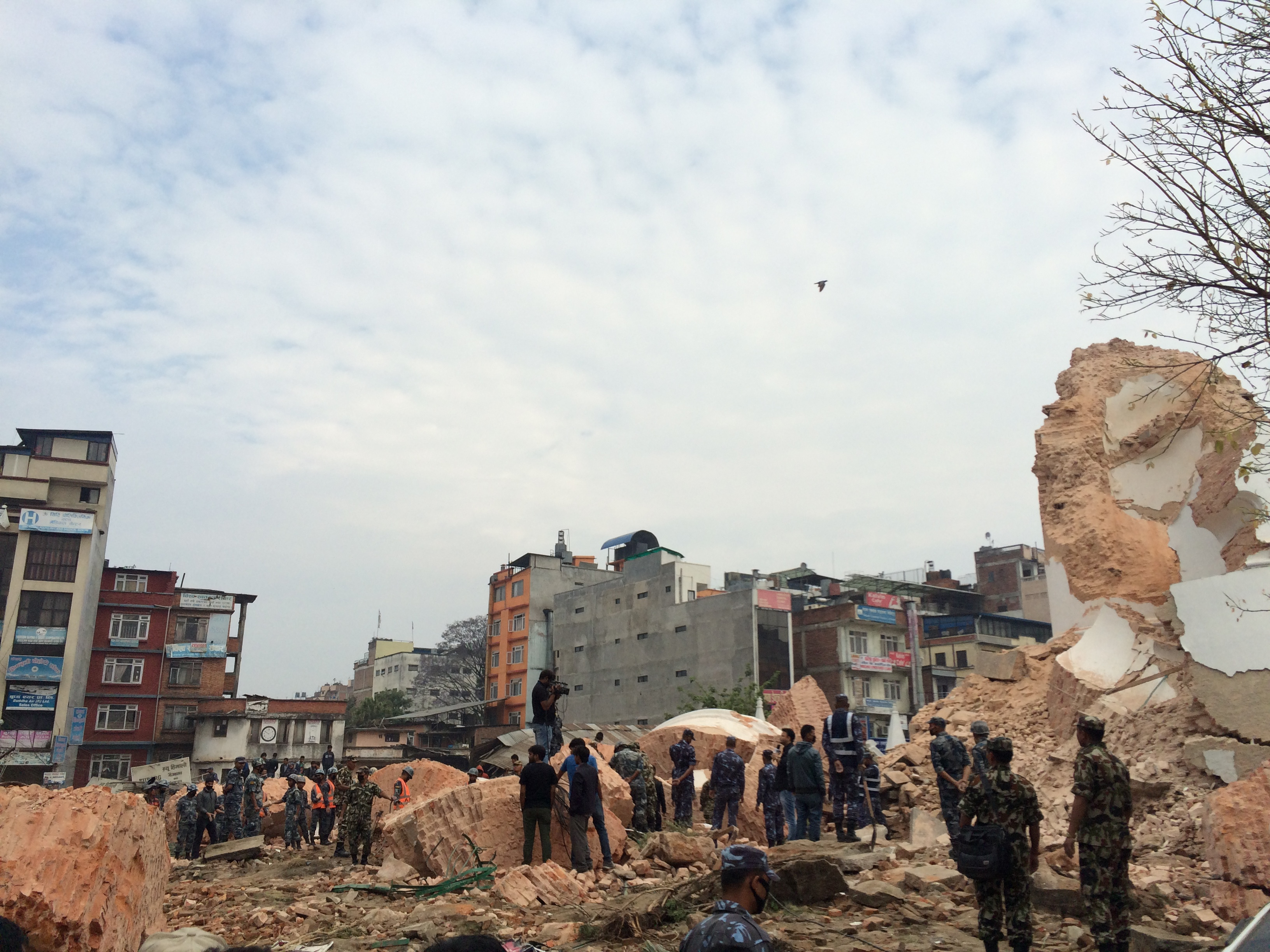
Ruínas da torre Dharahara, construída em 1832 e destruída pelo terremoto de 2015.

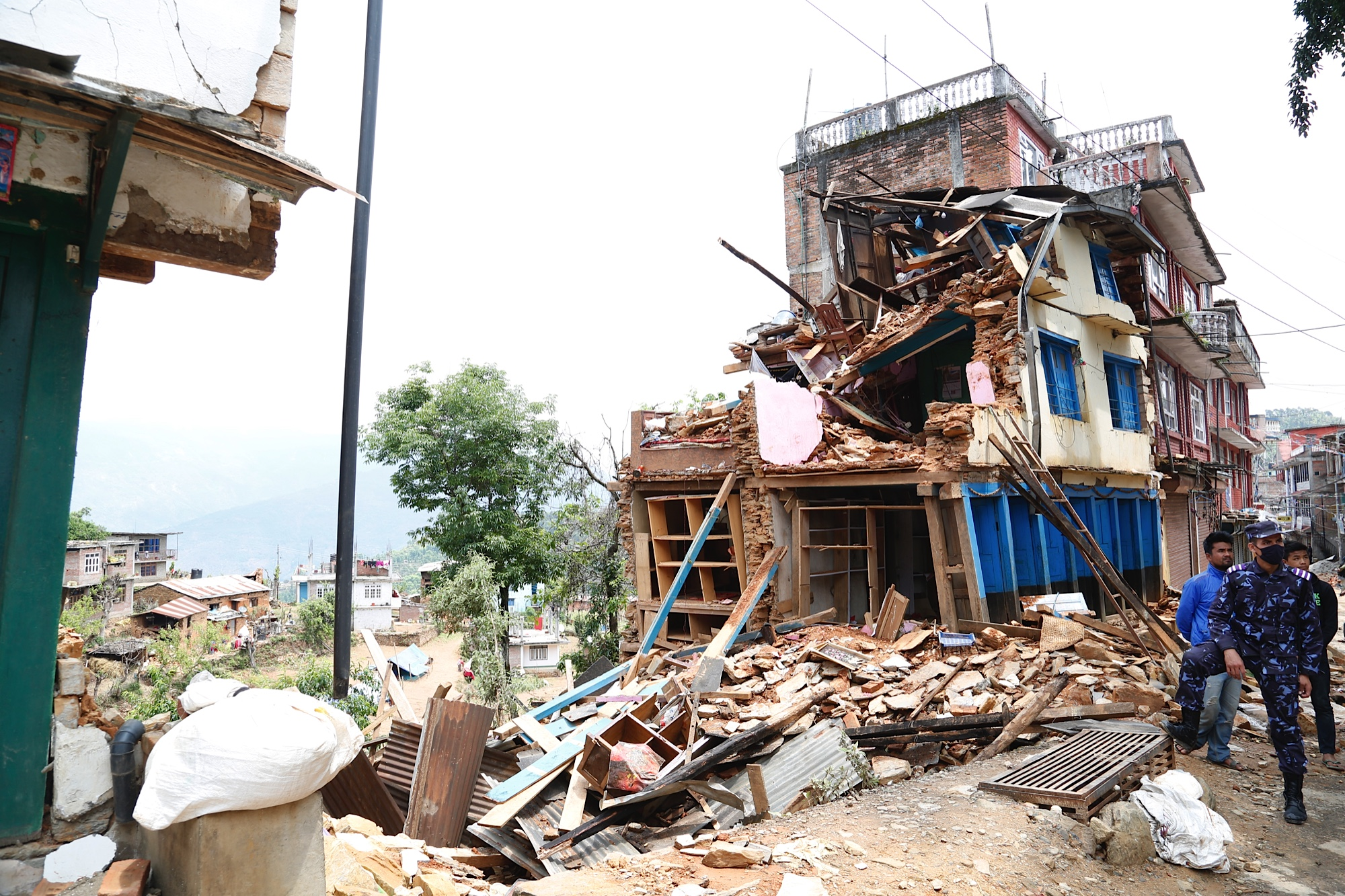
Prédio destruído pelo tremor em Chautara.

Segundo o Centro Nacional de Operações de Emergência do Ministério do Interior, mais de 100 mil residências foram destruídas por todo o país e 77 mil parcialmente destruídas. Dos mais de 5 200 mortos registrados até 29 de abril, 4 739 corpos haviam sido devolvidos às suas famílias após identificação e procedimentos legais. O número de feridos chegava a mais de 10 300.

## Repercussão

### Internacional
- Austrália — A ministra das relações exteriores Julie Bishop anunciou uma ajuda imediata de cinco milhões de dólares australianos, consistindo de 2,5 milhões para ajudar as organizações não-governamentais australianas de salva-vidas, dois milhões para apoiar os parceiros das Nações Unidas e 500 mil para apoiar a Cruz vermelha australiana.[22] Australia also dispatched two humanitarian experts and a crisis response team to the region.[23]
- Brasil — O governo do Brasil publicou uma nota onde diz que tomou conhecimento do terremoto no Nepal "com grande pesar" e que "expressa suas condolências e sua solidariedade aos familiares das vítimas, ao povo e ao Governo do Nepal."[24] O Itamaraty registrou que havia 79 brasileiros no país no momento do sismo, mas não recebeu qualquer informação sobre mortos ou feridos.[25]
- China — O primeiro-ministro Li Keqiang enviou mensagens de condolências ao primeiro-ministro nepalês , Sushil Koirala e ofereceu assistência.[26] Xi Jinping, o presidente da China, também ofereceu suas condolências ao presidente do Nepal, Ram Baran Yadav, e ofereceu ajuda.[27] Na manhã de 26 de abril, o governo chinês enviou uma equipe com 68 membros  e seis cães de busca ao país.[28][29][30] A embaixada chinesa no Nepal lançou um mecanismo de resposta de emergência para ajudar os cidadãos chineses feridos no desastre.[31]
- Estados Unidos — A Casa Branca e o Secretário de Estado John Kerry ofereceram condolências e ajuda humanitária ao governo nepalês. No dia do sismo, o governo norte-americano enviou equipes de salvamento e liberou dinheiro para cooperar com a reconstrução do país. Kerry disse que a Agência dos Estados Unidos para o Desenvolvimento Internacional estava preparando uma equipe de resgate, que foi enviada ao Nepal no dia 26 de abril.[32]
- Índia — A Índia foi o primeiro país a responder à crise, com o lançamento de uma operação de resgate e salvamento sob o nome código "Operação Maitri". Cerca de 15 minutos após o tremor,[33] o primeiro-ministro Narendra Modi respondeu com a ordem de envio imediato de equipes de socorro e salvamento para o Nepal. Nessa mesma tarde, dez equipes da Força Nacional de Resposta a Desastres da Índia, num total de 450 pessoas e inclusive vários cães de busca e salvamento, já haviam chegado ao Nepal. Além disso, dez aviões da Força Aérea da Índia logo partiram rumo às áreas atingidas.[34] Logo após o tremor, o governo indiano enviou 43 toneladas de material de emergência, incluindo tendas e alimentos.[35]
- Japão — O Japão ofereceu ajuda de emergência logo após o registro do tremor. A Agência de Cooperação Internacional do Japão (JICA) enviou uma equipe com setenta especialistas, permanecendo no Nepal, a princípio, por sete dias. A equipe incluiu especialistas do Ministério dos Negócios Estrangeiros, da Agência Nacional de Polícia e da JICA, juntamente com socorristas, cães de busca e salvamento, especialistas em comunicação, médicos e coordenadores de campo.[36]
- Rússia — O presidente Vladimir Putin expressou condolências ao presidente do Nepal, Ram Baran Yadav, pela perda de vidas e destruição em várias partes do país, oferecendo ajuda humanitária[37] e enviou uma equipe de salvamento composta por cinquenta profissionais altamente treinados e com "vasta experiência em operações em áreas atingidas por terremotos".[38]

### Organizações supranacionais
- União Europeia — O comissário Christos Stylianides disse que a UE estava acompanhando a situação de perto e expressou solidariedade.[39]
- Nações Unidas — O secretário-geral da ONU, Ban Ki-moon, afirmou que a organização estava se preparando para um grande esforço de socorro. Além disso, Sam Kutesa, presidente da 69ª sessão da Assembleia Geral das Nações Unidas, também expressou sua profunda preocupação e tristeza pela devastação. O diretor-executivo do Fundo de População das Nações Unidas (UNFPA), Babatunde Osotimehin, também expressou sua mais profunda solidariedade aos afetados pelo terremoto, dizendo que estava "chocado e entristecido" e que o UNFPA estava pronto para unir esforços para ajudar o Nepal.[40] Em 26 de de abril, a Organização Mundial da Saúde (OMS) desembolsou quatro kits de saúde de emergência para hospitais nepaleses; cada kit continha suprimentos médicos suficientes para atender às necessidades de saúde de dez mil pessoas durante três meses. Além disso, a OMS enviou 175 mil dólares ao Ministério da Saúde do Nepal como uma primeira parcela de recursos para cuidados de emergência para atender às necessidades imediatas das vítimas.[41]